# Відеографія Тейлор Свіфт

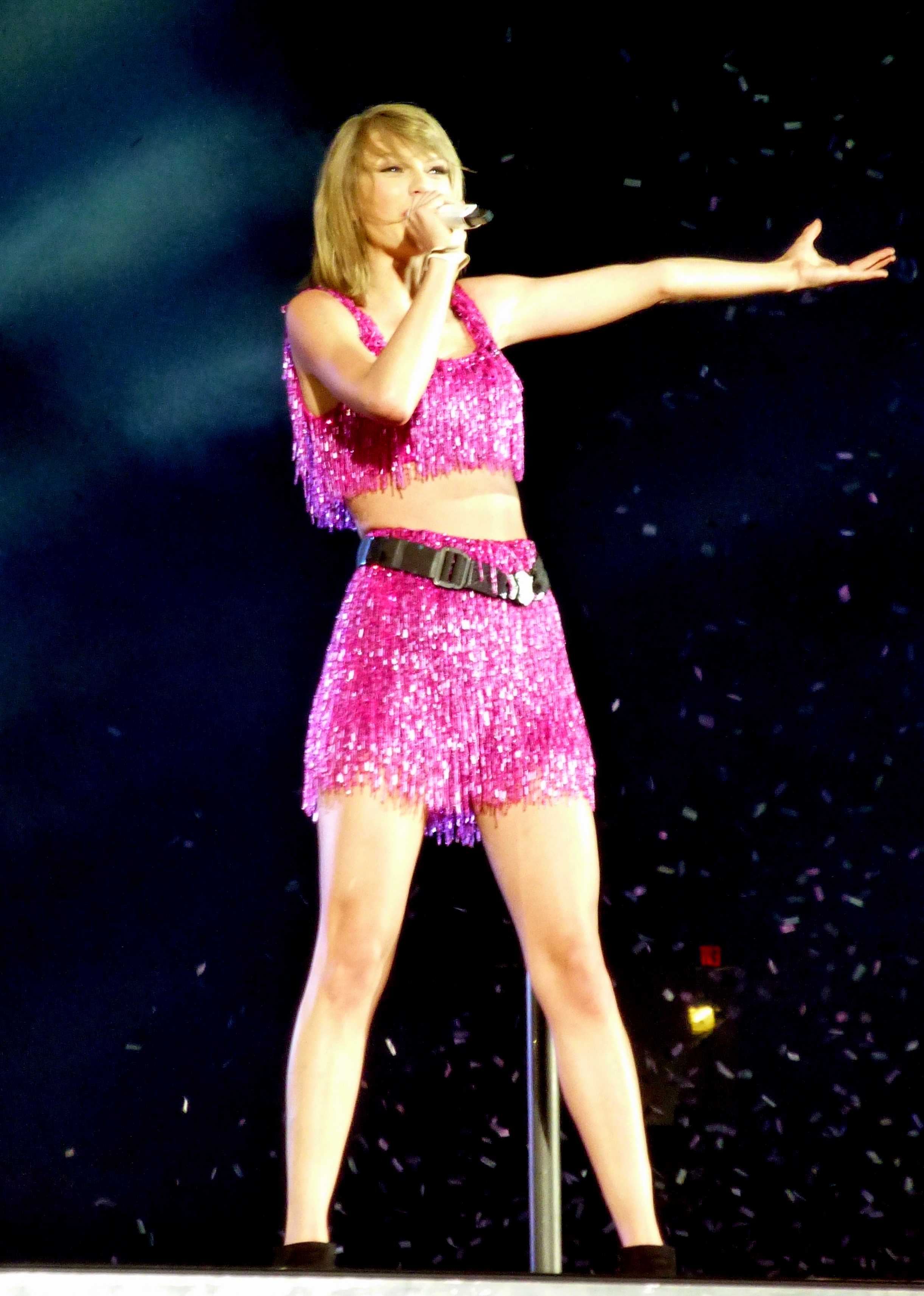
Тейлор Свіфт під час концерту турне The 1989 World Tour, 2015

Американська співачка Тейлор Свіфт випустила чотири відеоальбоми та 42 музичні відео. 
З її дебютного альбому «Taylor Swift» Свіфт випустила музичні відео на сингли «Tim McGraw», «Teardrops on My Guitar», «Our Song» та «Picture to Burn», які всі були зрежисовані Треєм Фанджоєм і опубліковані у 2006-08 роках. За друге музичне відео Свіфт виграла номінацію MTV Video Music Award у категорії Best New Artist. 
У 2008 році Свіфт випустила три додаткові відеокліпи на пісні «Beautiful Eyes» (з однойменного альбому «Beautiful Eyes»), «Change» та «Love Story» із її другого студійного альбому «Fearless» (2008). Останній відеокліп був номінований у категорії Video of the Year та Female Video of the Year на 2009 CMT Music Awards. З другого альбому також були зняті музичні відео на пісні «White Horse», «You Belong with Me», «Fifteen» та «Fearless». 
У 2009 році музичне відео «You Belong with Me» виграло номінацію MTV Video Music Awards у категорії Best Female Video; під час отримання нагороди Свіфт перервав репер Каньє Вест, що привернуло до себе широку увагу ЗМІ.
З третього альбому «Speak Now» (2010) музичне відео на перший сингл «Mine» було зрежисеровано Тейлор Свіфт та Романом Вайтом, який попередньо режисерував два її відеокліпи. Пізніше вийшли «Back to December» і «Mean»; у 2011 році було опубліковано відеокліпи на пісні «The Story of Us», «Sparks Fly» та «Ours». 
Наступного року Свіфт випустила свою четверту платівку «Red» (2012) та відеокліп на перший сингл «We Are Never Ever Getting Back Together». Музичне відео «I Knew You Were Trouble» виграло у категорії Best Female Video на MTV Video Music Award. У 2012 році також вийшло музичне відео на сингл «Begin Again». У 2013 році Свіфт випустила чотири відеокліпи на пісні з альбому «Red»: «22», «Everything Has Changed», «Red» та «The Last Time»; того ж року вийшло відео Свіфт у дуеті із Тімом Макгро на пісню «Highway Don't Care».
З п'ятого студійного альбому «1989» (2014) були зняті та опубліковані музичні відео на перші два сингли «Shake It Off» та «Blank Space». У 2015 році вийшли відеокліпи на пісні «Style», «Bad Blood», «Wildest Dreams» та «Out of the Woods»; у 2016 році — на пісню «New Romantics». Відеокліпи «Blank Space» та «Bad Blood» виграли чотири номінації на 2015 MTV Video Music Awards. 
З виходом шостого студійного альбому «Reputation» Свіфт випустила музичне відео на перший сингл «Look What You Made Me Do», котрий побив рекорди переглядів на відеохостингах Vevo та YouTube; того року було опубліковано відеокліп на сингл «...Ready for It?». У 2018 році Свіфт випустила відеокліпи на пісні «End Game» та «Delicate».
Свіфт випустила чотири відеоальбоми: Taylor Swift and Def Leppard (2009), Speak Now World Tour – Live (2011), Journey to Fearless (2011) та The 1989 World Tour Live (2015). 
У 2009 році Свіфт з'явилася в епізоді CSI: Місце злочину та в епізоді Новенька у 2013 році. У 2010 році вийшов фільм День Святого Валентина, в якому Свіфт грає одну із провідних ролей, а у 2012 році вийшов анімаційний фільм Лоракс, в якому Свіфт озвучує одного із персонажів. 
Свіфт знімалася в безлічі комерційних відео, включаючи Band Hero (2009), Coca-Cola (2014) та Apple Music (2016).

## Музичні відео
| • | Вказує на музичні відео зрежисовані та співрежисовані Тейлор Свіфт |

| Назва                                     | Рік  | Інші виконавці у відеокліпі | Режисер(и)                | Опис | Виноски       |
| ----------------------------------------- | ---- | --------------------------- | ------------------------- | --- | ------------- |
| "Tim McGraw"                              | 2006 | None                        | Trey Fanjoy               | Відео сфокусоване на спогадах Свіфт про свого коханого під час нарізів сцен, в яких Свіфт лежить на березі озера. Відео було номіноване на Number One Streamed Video From a New Artist на 2006 CMT Online Awards. На церемонії нагороджень 2007 CMT Music Awards відеокліп виграв у категорії Breakthrough Video of the Year.                                                                                    | [ 3 ]         |
| "Teardrops on My Guitar"                  | 2007 | None                        | Trey Fanjoy               | Відео показує любов без взаємності, яку відчуває Свіфт до свого друга, який закоханий у іншу дівчину. Відеокліп був номінований на Best New Artist на 2008 MTV Video Music Awards. | [ 5 ]         |
| "Our Song"                                | 2007 | None                        | Trey Fanjoy               | У музичному відео Свіфт показують у різних сценах, включаючи передній ґанок будинку. На церемонії нагороджень 2008 CMT Music Awards відеокліп виграв у категорії Video of the Year та Female Video of the Year. | [ 7 ]         |
| "I'm Only Me When I'm with You" •         | 2008 | None                        | Тейлор Свіфт              | Відео показує нарізки з виступів Свіфт на концерті. | [ 8 ]         |
| "Picture to Burn"                         | 2008 | None                        | Trey Fanjoy               | Відеокліп показує Свіфт, яка уявляє помсту своєму колишньому хлопцю, бачачи його із іншою дівчиною. | [ 9 ]         |
| "Beautiful Eyes"                          | 2008 | None                        | Todd Cassetty Trey Fanjoy | Відео показує нарізки із знімання вечірки святкування 18-річчя Свіфт. | [ 10 ]        |
| "Change"                                  | 2008 | None                        | Shawn Robbins             | Свіфт виконує пісню разом із своїм музичним гуртом у бальному залі. В альтернативному відео показані нарізки виконання пісні на сцені Літніх Олімпійських ігор 2008. | [ 12 ]        |
| "Love Story"                              | 2008 | None                        | Trey Fanjoy               | Сценарій відеокліпу базується на трагедії Шекспіра Ромео і Джульєтта. Відео починається із зустрічі Свіфт із хлопцем в університеті в теперішні дні, що призводить до спогадів того, як вони колись зустрілися в минулому житті. На відмінно від оригінальної трагедії відеокліп має щасливу кінцівку. Музичне відео виграло в категорії Video of the Year та Female Video of the Year на 2009 CMT Music Awards. | [ 14 ]        |
| "White Horse"                             | 2009 | None                        | Trey Fanjoy               | До Свіфт підходить її колишній хлопець у пошуках другого шансу. Вона пригадує різні спогади із ним — як позитивні, так і негативні. | [ 15 ]        |
| "Crazier"                                 | 2009 | None                        | Peter Chelsom             | Відео взяте із виконання Свіфт на сцені у фільмі Ханна Монтана: Кіно. | [ 16 ]        |
| "You Belong with Me"                      | 2009 | None                        | Roman White               | Свіфт у вигляді старанної дівчини томиться за популярним хлопцем, який живе по сусідство з нею. Відео виграло у категорії Best Female Video на 2009 MTV Video Music Awards. Маючи понад 815 мільйонів переглядів на YouTube, музичне відео є найпопулярнішим відеокліпом кантрі-музики на відеохостингу. | [ 18 ]        |
| "The Best Day" •                          | 2009 | None                        | Тейлор Свіфт              | Відео показує домашні відео Свіфт та її матері. | [ 19 ]        |
| "Fifteen"                                 | 2009 | None                        | Roman White               | Відеокліп був знятий перед зеленим екраном та має широке використання спецефектів. Свіфт ходить по саду, де вона пригадує безліч спогадів зі школи про часи, які вона проводила зі своєю подругою. | [ 20 ]        |
| "Best Days of Your Life"                  | 2009 | Келлі Піклер                | Roman White               | Піклер випадково бачить свого хлопця із іншою дівчиною і покидає його. Він опиняється у нудних буденних стосунках зі своєю новою дівчиною і тепер сумує за стосунками із Піклер. | [ 21 ]        |
| "Two Is Better Than One"                  | 2009 | Boys Like Girls             | Meiert Avis               | Свіфт не присутня у музичному відео, проте відеокліп містить її вокальне виконання. Відео показує історію стосунків однієї закоханої пари, тоді як Boys Like Girls виконує пісню у пустому ангарі. | [ 22 ]        |
| "Fearless"                                | 2010 | None                        | Todd Cassetty             | Відео позує нарізки із турне Fearless Tour та відео, зняте поза сценою концертів. | [ 23 ]        |
| "Half of My Heart"                        | 2010 | Джон Меєр                   | P.R. Brown                | Альтернативне відео із вокалом Свіфт, хоча вона сама не присутня у музичному відео. | [ 24 ]        |
| "Mine" •                                  | 2010 | None                        | Тейлор Свіфт Roman White  | Свіфт пригадує сварки між її батьками, що пізніше переслідують її у стосунках із її коханим та у їх власному шлюбі. | [ 25 ]        |
| "Back to December"                        | 2011 | None                        | Yoann Lemoine             | Свіфт оплакує розрив стосунків із її колишнім хлопцем, з яким вона погано обходилась, коли вони були разом. | [ 26 ]        |
| "Mean"                                    | 2011 | None                        | Declan Whitebloom         | Відео документує історію чотирьох людей, яких залякували на різних стадіях життя. Проте наприкінці відео показується, що пізніше їх життя стали кращими. | [ 27 ]        |
| "The Story of Us"                         | 2011 | None                        | Noble Jones               | Свіфт оповідає книгу із бібліотеки в коледжі. Сцени відеокліпу показують нарізки її, її хлопця та студентів із бібліотеки. | [ 28 ]        |
| "Sparks Fly"                              | 2011 | None                        | Christian Lamb            | Відео показує різні нарізки із концертів турне Speak Now World Tour. | [ 29 ]        |
| "Ours"                                    | 2011 | None                        | Declan Whitebloom         | Відео показує Свіфт, яка працює в офісі і згадує стосунки із своїм хлопцем, що показується у різних сценах із їх минулого. Наприкінці відео показується зустріч Свіфт із своїм хлопцем-військовим, який повернувся додому. | [ 30 ]        |
| "Safe & Sound"                            | 2012 | The Civil Wars              | Philip Andelman           | Відео показує Свіфт, яка босоніж йде по похмурому лісі, а The Civil Wars виконують пісню перед вогнищем всередині котеджного будинку. Відео містить безліч посилань на Голодні ігри, включаючи момент, коли Свіфт знаходить шпильку переспівниці. | [ 31 ]        |
| "Long Live"                               | 2012 | Paula Fernandes             | Eduardo Levy              | Відео показує виконання Фернандез на концерті в Бразилії та Свіфт в США, які поєднуються одна з одною через супутникове з'єднання. | [ 32 ]        |
| "Both of Us"                              | 2012 | B.o.B                       | Jake Nava                 | Відео показує буденне життя різних людей, а B.o.B та Свіфт виконують пісню. | [ 33 ]        |
| "We Are Never Ever Getting Back Together" | 2012 | None                        | Declan Whitebloom         | Відео показує Свіфт, яка розуміє, що її інколи теперішній, інколи колишній хлопець робить жахливі речі з нею і вирішує, що вони більше взагалі ніколи не зійдуться. | [ 34 ]        |
| "Begin Again"                             | 2012 | None                        | Philip Andelman           | Відео показує Свіфт, яка ходить по вулицям Парижу у пошуках нового початку і знаходить нового хлопця, в якого закохується. | [ 35 ]        |
| "I Knew You Were Trouble"                 | 2012 | None                        | Anthony Mandler           | Свіфт пригадує події пристрасного, але руйнівного роману. Відео виграло у категорії Best Female Video на 2013 MTV Video Music Awards та було номіноване на Video of the Year. | [ 38 ]        |
| "22"                                      | 2013 | None                        | Anthony Mandler           | Свіфт стрибає на батутах, грає на пляжі та проводить вечірку з друзями у себе вдома. | [ 39 ]        |
| "Highway Don't Care"                      | 2013 | Тім Макгро Кіт Урбан        | Shane C. Drake            | Відео показує небезпеку відволікання під час водіння, особливо посилання повідомлень під час водіння. Результатом таких дій у відео є автомобільна аварія. | [ 40 ]        |
| "Everything Has Changed"                  | 2013 | Ед Ширан                    | Philip Andelman           | Двоє дітей — дівчинка, яка нагадує Свіфт та хлопчик, який нагадує Ширана, зустрічають один одного на зупинці шкільного автобуса до початкової школи та стають друзями. Протягом відео показується як вони фарбують один одному обличчя фарбами, грають у принцесу та короля, і танцюють один із одним у порожній спортивній залі школи.                                                                          | [ 41 ]        |
| "Red"                                     | 2013 | None                        | Kenny Jackson             | Відео показує різні нарізки із концертів турне The Red Tour. | [ 42 ]        |
| "The Last Time"                           | 2013 | Gary Lightbody              | Terry Richardson          | Нарізки із концерту турне The Red Tour в Сакраменто в серпні 2013. | [ 43 ]        |
| "Shake It Off"                            | 2014 | None                        | Mark Romanek              | Свіфт показана поряд із іншими танцівницями у стилях балету, вболівальниць, хіп-хопу, джазу та тверкінгу. У відеокліпі згадують декілька поп-співачок, таких як Lady Gaga та Skrillex. | [ 44 ]        |
| "Blank Space"                             | 2014 | None                        | Joseph Kahn               | Відео показує Свіфт із її новим хлопцем у маєтку. Коли вона починає думати, що її хлопець зраджує їй, вона перетворюється на психотичну ревниву дівчину та робить руйнівні речі. | [ 45 ]        |
| "Style"                                   | 2015 | None                        | Kyle Newman               | Відео показує Свіфт у темному абстрактному світлі, в якому вона пригадує спогади про свого хлопця (якого грає модель Домінік Шервуд) на пляжі, в лісі та при їзді на машині. | [ 46 ]        |
| "Bad Blood"                               | 2015 | Кендрік Ламар               | Joseph Kahn               | Після зради свого партнера-секретного агента, Свіфт готує акт помсти зі своїми подругами. Відеокліп отримав 8 номінацій на 2015 MTV Video Music Awards, виграючи у категорії Video of the Year та Best Collaboration. | [ 48 ]        |
| "Wildest Dreams"                          | 2015 | None                        | Joseph Kahn               | Розгортаючись у 1950-х відео показує Свіфт, яка разом зі своїм романтичним партнером знімають кіно. | [ 49 ]        |
| "Out of the Woods"                        | 2015 | None                        | Joseph Kahn               | Відео показує Свіфт, яка біжить від елементів по пляжу, засніженій горі, пливе в океані, втікає по безплідних землях, пробирається по забрудненому болоті та через палаючий ліс в прагненні знайти себе. | [ 50 ]        |
| "New Romantics"                           | 2016 | None                        | Jonas Åkerlund            | Відео показує різні нарізки із концертів турне The 1989 World Tour. | [ 51 ]        |
| "I Don't Wanna Live Forever"              | 2017 | Зейн Малік                  | Grant Singer              | Свіфт та Малік проходять по готелю та добираються до своєї кімнати, де починають від відчаю кидати навколо себе склянки, лампи та подушки. | [ 52 ]        |
| "Look What You Made Me Do"                | 2017 | None                        | Joseph Kahn               | Відео показує Свіфт у образах своїх попередніх персонажів, включаючи танцівницю балету, циркового маршала та старанну ученицю. Діаманти, які були використані у відеокліпі були справжніми та коштували близько $10 мільйонів. Відеокліп побив 24-годинний рекорд Vevo, отримавши понад 43 мільйонів переглядів за першу добу після опублікування.                                                               | [ 55 ]        |
| "...Ready for It?"                        | 2017 | None                        | Joseph Kahn               | Відеокліп створений у футуристичній атмосфері і містить посилання на аніме. | [ 56 ]        |
| "End Game"                                | 2018 | Ед Ширан, Future            | Joseph Kahn               | Події відеокліпу відбуваються в Маямі, Токіо та Лондоні. У відео присутня автівка Lamborghini Aventador. | [ 58 ]        |
| "Delicate"                                | 2018 | None                        | Joseph Kahn               | Після отримання записки від загадкового чоловіка, Свіфт розуміє, що стала невидимою; вона танцює у готелі, громадському транспорті та під дощем на вулицях міста. | [ 59 ] [ 60 ] |
| "Delicate" (альтернативне відео) •        | 2018 | None                        | Тейлор Свіфт              | Відео було знято за один прихід у формі вертикального відео, в якому Свіфт співає пісню в парку. Відеокліп був опублікований ексклюзивно на Spotify в США, Британії, Швеції та Латинській Америці. | [ 62 ] [ 63 ] |
| "Babe"                                    | 2018 | Sugarland                   | Ентоні Мандлер            | У відео Брендон Рут і Дженніфер Нетлз грають подружню пару, а Свіфт грає роль секретарки, у якої роман з одруженим босом (Рутом). | [ 64 ]        |
| "Me!" •                                   | 2019 | Брендон Урі                 | Тейлор Свіфт Дейв Мейерс  | У кліпі Свіфт і Урі зображені як пара, яка свариться, перш ніж Свіфт виривається у барвисту країну чудес. Відео побило рекорд Vevo, а також рекорд YouTube за кількістю переглядів за перші 24 години для відео з головною жіночою роллю, і посіло третє місце за кількістю переглядів в цілому, отримавши 65,2 мільйона переглядів.                                                                             | [ 66 ]        |
| "You Need to Calm Down" •                 | 2019 | None                        | Тейлор Свіфт Дрю Кірш     | Свіфт живе в трейлерному парку, плаває в басейні, поки її трейлер горить позаду неї. Також відбувається конкурс поп-королеви, і Свіфт возз'єднується з Кеті Перрі, обіймаючи її в костюмі картоплі фрі, в той час як Перрі була одягнена в костюм гамбургера. Відео отримало звання "Відео року" на церемонії MTV Video Music Awards 2019.                                                                       | [ 67 ] [ 68 ] |
| "Lover" •                                 | 2019 | None                        | Тейлор Свіфт Дрю Кірш     | Свіфт і танцюрист Крістіан Оуенс зображують пару, яка живе в барвистому будиночку всередині снігової кулі, яку вони згодом дарують своїй доньці як різдвяний подарунок. | [ 69 ] [ 70 ] |
| "Christmas Tree Farm" •                   | 2019 | None                        | Тейлор Свіфт              | Відео демонструє домашнє відео Свіфт та її сім'ї під час Різдва в будинку її дитинства в Пенсильванії. | [ 71 ]        |
| "The Man" •                               | 2020 | None                        | Тейлор Свіфт              | Свіфт зображує брудного, егоїстичного бізнесмена, який влаштовує істерики та поводиться як стереотипний мачо. У кліпі знялися Лорен Грей, Двейн Джонсон та батько Свіфт. Відео принесло Свіфт нагороду за найкращу режисуру на церемонії MTV Video Music Awards 2020. | [ 72 ] [ 73 ] |
| "Cardigan" •                              | 2020 | None                        | Тейлор Свіфт              | Свіфт починає з того, що грає на піаніно, яке несе її через ліс. Піаніно приводить її до озера, де вона тримається за нього обома руками, щосили намагаючись втриматися. Озерне піаніно приводить її додому, де пісня закінчується тим, що вона одягає кардиган. | [ 74 ]        |
| "Cardigan" (альтернативне відео) •        | 2020 | None                        | Тейлор Свіфт              | Відео показує закулісні кадри для фотосесії альбому "Folklore", а також кліпи, де Свіфт блукає полями, спирається на дерева та сидить на гойдалці. | [ 75 ]        |
| "Willow" •                                | 2020 | None                        | Тейлор Свіфт              | Відео, натхненне піснями з альбому "Folklore", продовжує те, на чому зупинився кліп "Cardigan". Свіфт знову сідає за піаніно, щоб слідувати за золотою ниткою, яка веде її повз озеро, цирк, темний ліс, трупу танцюристів і назад додому, де вона возз'єднується зі своїм коханим, роль якого виконує танцюрист Тейок Лі.                                                                                       | [ 76 ]        |

## Відеоальбоми
| Назва                                        | Деталі                                                                                         |
| -------------------------------------------- | ---------------------------------------------------------------------------------------------- |
| CMT Crossroads: Taylor Swift and Def Leppard | - Вийшов: 16 червня 2009 - Лейбл: Big Machine - Формати: DVD                                   |
| Journey to Fearless                          | - Вийшов: 11 жовтня 2011 - Лейбл: Big Machine, Shout! Factory - Формати: DVD, Blu-ray          |
| Speak Now World Tour – Live                  | - Вийшов: 21 листопада 2011 - Лейбл: Big Machine - Формати: Цифрове завантаження, DVD, Blu-ray |
| The 1989 World Tour Live                     | - Вийшов: 20 грудня 2015 - Лейбл: Big Machine - Формати: Стримінг                              |

## Фільмографія
| Назва                                     | Рік  | Роль           | Примітки  |
| ----------------------------------------- | ---- | -------------- | --------- |
| Jonas Brothers: The 3D Concert Experience | 2009 | Тейлор Свіфт   | камео     |
| Ханна Монтана: Фільм                      | 2009 | Тейлор Свіфт   | камео     |
| День Святого Валентина                    | 2010 | Феліція Міллер |           |
| Лоракс                                    | 2012 | Одрі           | озвучення |
| Посвячений                                | 2014 | Роузмері       |           |
| Кішки                                     | 2019 | Бамбалуріна    |           |
| Амстердам                                 | 2022 | Ліз Мікінс     |           |

## Телебачення
| Назва                                  | Рік     | Роль         | Примітки                         |
| -------------------------------------- | ------- | ------------ | -------------------------------- |
| CSI: Місце злочину                     | 2009    | Хейлі Джонес | Епізод: "Turn, Turn, Turn"       |
| Late Night with Jimmy Fallon           | 2009    | Тейлор Свіфт |                                  |
| Saturday Night Live                    | 2009    | Тейлор Свіфт | Запрошений виконавець (епізод 2) |
| Punk'd                                 | 2012    | Тейлор Свіфт |                                  |
| 20/20                                  | 2012    | Тейлор Свіфт |                                  |
| 60 хвилин                              | 2012–13 | Тейлор Свіфт |                                  |
| Новенька                               | 2013    | Елейн        | Епізод: "Elaine's Big Day"       |
| CBS This Morning                       | 2013–14 | Тейлор Свіфт |                                  |
| Late Night with Seth Meyers            | 2014    | Тейлор Свіфт |                                  |
| The View                               | 2014    | Тейлор Свіфт |                                  |
| The Talk                               | 2014    | Тейлор Свіфт |                                  |
| The Tonight Show Starring Jimmy Fallon | 2014–15 | Тейлор Свіфт |                                  |
| Saturday Night Live                    | 2017    | Тейлор Свіфт | Запрошений виконавець (S43E5)    |